# Saurauia fasciculiflora
Saurauia fasciculiflora är en tvåhjärtbladig växtart som beskrevs av Elmer Drew Merrill. Saurauia fasciculiflora ingår i släktet Saurauia och familjen Actinidiaceae. Inga underarter finns listade i Catalogue of Life.